# Samuel Rogowski
Samuel Rogowski, (Regowski) herbu Jastrzębiec (zm. przed 2 lutego 1676 roku) – podczaszy chełmski w 1650 roku, członek konfederacji tyszowieckiej 1655 roku.
Jako duktor ziemi chełmskiej i powiatu krasnostawskiego był elektorem Michała Korybuta Wiśniowieckiego z ziemi chełmskiej w 1669 roku.